# Deborah Priya Henry
Deborah Priya Henry (Dublino, 7 luglio 1985) è una modella malese, vincitrice del concorso Miss Universo Malesia 2011, che le ha dato la possibilità di rappresentare la Malaysia a Miss Universo 2011 che si è tenuto a São Paulo, in Brasile il 12 settembre.
Nata a Dublino, ma cresciuta a Kuala Lumpur, la Henry è di madre irlandese e padre malese. Dall'età di quindici anni lavora come modella professionista, comparendo anche nel video musicale Itu Kamu del gruppo rock malese Estranged. Deborah Henry si è laureata in economia politica presso l'università del Queensland a Brisbane, in Australia.
In passato Deborah Priya Henry aveva partecipato anche a Miss Mondo 2007, dove era riuscita a piazzarsi fra le prime sedici finaliste, il miglior piazzamento mai ottenuto sa una donna malese a Miss Mondo, dai tempi di Lina Teoh nel 1998.

## Agenzie
- The Talent Factory